# Antoni Miotk
Antoni Michał Miotk (ur. 13 sierpnia 1874 w Lewinku k. Strzepcza, zm. 28 czerwca 1942 w Będargowie) – kupiec, kaszubski działacz niepodległościowy, społeczny i kulturalny.

## Życiorys
Syn Michała (ur. 1840) i Doroty z d. Boyke (1839–1900). Pochodził z wielodzietnej rodziny, był bratem Franciszka (ur. 1861), Zuzanny (po mężu Dampc, ur. 1863), Augustyna (ur. 1866), Leona Pawła (ur. 1869), Augusta (ur. 1871), Władysława (ur. 1877), Elżbiety (ur. 1880), Feliksa (ur. 1883), Heleny Franciszki (1887–1951). Mąż Jadwigi z d. Pokora (1879–1966), ojciec Wandy (po mężu Wołek, 1910–1937), Stefanii Antoniny (1912–1990) Bronisława (1913-1923), Floriana (1915–1990), Antoniego (1919–1921).
Ukończył szkołę powszechną, a następnie kursy specjalistyczne w Wejherowie w zawodzie kupieckim. Od 1909 był właścicielem „Bazaru” - sklepu bławatnego w Pucku. Członek organizacji polskich, zwłaszcza związków śpiewaczych i teatrów amatorskich. Bliski współpracownik kaszubskiego działacza Antoniego Abrahama, od 21 sierpnia 1910 prezes Towarzystwa Ludowego w Pucku. Włączył się w ruch młodokaszubski, publikował w „Gryfie”, wziął udział w Zjeździe Młodokaszubów w 1912. 
Po I wojnie światowej działał w organizacjach społecznych na rzecz powrotu Pomorza do Polski, był także wieloletnim wiceburmistrzem Pucka. Miał wziąć udział z A. Abrahamem w delegacji kaszubskiej na kongres wersalski, co uniemożliwił mu ścisły nadzór pruskiego „grenzschutzu”. Był jednym z głównych organizatorów Zaślubin Polski z Morzem w lutym 1920. Był członkiem zarządu Stronnictwa Narodowego w Pucku.
W czasie II wojny światowej ukrywał się przed Niemcami. Zmarł w 28 czerwca 1942 w Będargowie. Został pochowany na Starym Cmentarzu (Przy Dworcu) w Pucku (sektor C-3-1b).

## Odznaczenia
- Srebrny Krzyż Zasługi (7 lutego 1930)[6].

## Upamiętnienie
- W Pucku jedna z ulic nosi imię Antoniego Miotka.
- 1 września 2019 w Wierzchucinie, na Placu Kaszubskim odsłonięto kamień poświęcony Antoniemu Miotkowi - puckiemu działaczowi z okresu międzywojennego[7].
- 10 lutego 2020 w setną rocznicę Zaślubin Polski z Morzem na kamienicy na Starym Rynku w Pucku została odsłonięta tablica pamiątkowa. W uroczystości wzięli udział m.in. prezydent RP Andrzej Duda i wnuczka Antoniego Miotka - Grażyna Miotk–Szpiganowicz[8].
- W 100 rocznicę Zaślubin Polski z Morzem Rada Miasta Pucka nadała mu tytuł Zasłużonego dla miasta Pucka[9].